# Bruno Bielefeld

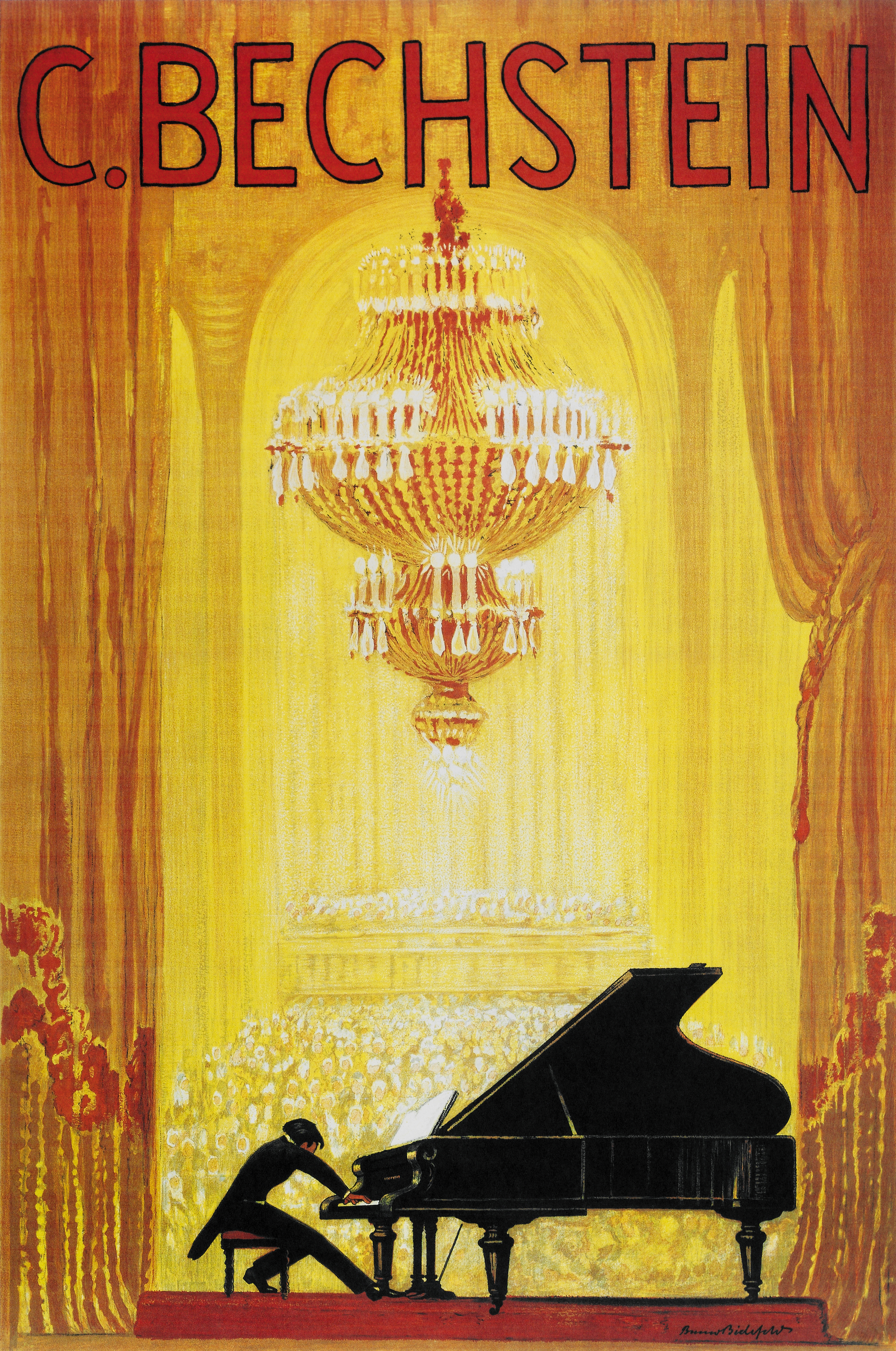
Werbeplakat für den deutschen Klavierhersteller C. Bechstein, veröffentlicht um 1920

Bruno Oskar Bielefeld (* 18. Mai 1879 in Blumenau, Kreis Preußisch Holland, Ostpreußen; † 18. Dezember 1973 in Berlin-Steglitz) war ein deutscher Maler, Radierer und Lithograf.

## Leben
Bruno Bielefeld wurde an der Unterrichtsanstalt des Kunstgewerbemuseums Berlin und an der Kunst- und Gewerkschule in Danzig, dort unter anderem von Adolf Maennchen, ausgebildet. Danach unternahm er Studienreisen nach Italien, Frankreich, England, Schottland und Nordamerika und gründete in Liverpool die „Empire Art Company“.
1912 kehrte Bielefeld nach Deutschland zurück und ließ sich in Berlin nieder. Er spezialisierte sich auf Darstellungen Alt-Berlins, sein Hauptmotiv waren die durch ständigen Umbau dem Untergang geweihten Stadtviertel des historischen Berlins. Allgemein bekannt wurde Bielefeld durch die in großer Auflage produzierte Mappe des Dürerbundes Aus Ostpreußens Not, die Skizzen des zerstörten Ostpreußens enthielt. Es folgten zahlreiche Veduten, Radierungen, Plakatentwürfe und Illustrationen. 1945 stellte er in seinem Skizzenbuch Bilder aus Deutschland die Verhältnisse in der Nachkriegszeit dar und zeichnete vorrangig das zerstörte Berlin. Zum Ende seines Schaffens hin malte er vorwiegend Bilder der Havellandschaft. Ein Großteil seiner Werke wurde im Zweiten Weltkrieg zerstört. Das Märkische Museum Berlin und das Deutsche Museum in München sind im Besitz von vier bzw. zwei Werken Bielefelds.
Bruno Bielefeld heiratete am 16. Juli 1907 in Berlin (noch in Glasgow in Schottland wohnend) die Expedientin (Gertrud Elfriede) Hertha Behm (* 1880). Die Ehe wurde 1925 geschieden. In zweiter Ehe heiratete er am 11. Dezember 1926 in Berlin die Studentin der Theologie Irma (Therese) Coltzau (* 1903). 1941 wurde auch diese Ehe geschieden.

## Werke (Auswahl)
- Ansicht von Graz
- Stadtmarktplatz mit Brunnen
- Brockenblick
- Das Riesengebirge
- Hochsommer am See
- Ansicht von Dortmund im Winter
- Der Marienplatz in München im Winter mit Kutsche  und Passanten, 1913
- Stadtschloss Berlin, 1913
- Marine – Brandung und Blick aufs Meer mit Booten
- Blick auf die Garnisonkirche in Potsdam
- Altstadtwinkel mit heimkehrendem Nachtschwärmer
- Blick auf den Wannsee im Gegenlicht
- Am kleinen Wannsee
- Blick über die Havel
- Havellandschaft, 1968
- Belebte Berlinansicht mit Brandenburger Tor im Regen
- Börse in Berlin mit Friedrichsbrücke im Vordergrund
- Straße mit Passanten und alten Autos
- Blick durch Kiefern auf Havellandschaft mit Seglern
- Schlachtensee bei Berlin
- Blick vom großen Fenster auf die Insel Lindwerder a.d. Havel